# Q'orianka Kilcher
Q'orianka Waira Qoiana Kilcher (Schweigmatt, 11 febbraio 1990) è un'attrice e cantante statunitense.

## Biografia
È nata a Schweigmatt, in Germania da padre peruviano di origini quechua ed huachipaeri e da madre statunitense di origini svizzero-tedesche. Il suo nome in lingua quechua significa Aquila d'oro. Cresciuta con la madre a Kapaʻa, nelle Hawaii, Q'orianka ha interpretato nel 2005 Pocahontas nel film The New World - Il nuovo mondo, diretto da Terrence Malick.

## Filmografia

### Attrice

#### Cinema
- Il Grinch (How the Grinch Stole Christmas), regia di Ron Howard (2000)
- The New World - Il nuovo mondo, regia di Terrence Malick (2005)
- Princess Ka'iulani , regia di Marc Forby (2009)
- Shouting Secrets, regia di Korinna Sehringer (2011)
- Tarantula, regia di Oley Sassone (2011)
- Into the Americas, regia di Olivier Megaton (2012)
- The Power of Few - Il potere dei pochi (The Power of Few), regia di Leone Marucci (2013)
- Sky, regia di Fabienne Berthaud (2015)
- Hostiles - Ostili (Hostiles), regia di Scott Cooper (2017)
- The Vault, regia di Dan Bush (2017)
- Dora e la città perduta (Dora and the Lost City of Gold), regia di James Bobin (2019)
- Il colore venuto dallo spazio (Color Out of Space), regia di Richard Stanley (2019)
- Io e Lulù (Dog), regia di Channing Tatum e Reid Caroli (2022)

#### Televisione
- Sons of Anarchy – serie TV, 4 episodi (2010)
- Neverland - La vera storia di Peter Pan (Neverland) – miniserie TV, 2 puntate (2011)
- The Killing – serie TV, episodi 2x07-2x08 (2012)
- L'alienista (The Alienist) – serie TV, 10 episodi (2018)
- Yellowstone – serie TV, 8 episodi (2020-2022)

### Produttrice
- The Power of Few - Il potere dei pochi (The Power of Few), regia di Leone Marucci (2013)

## Doppiatrici italiane
Nelle versioni in italiano delle opere in cui ha recitato, Q'orianka Kilcher è stata doppiata da:
- Aurora Kellerman in The New World - Il nuovo mondo
- Veronica Puccio in Sons of Anarchy
- Eva Padoan in Neverland - La vera storia di Peter Pan
- Domitilla D'Amico in The Killing
- Micaela Incitti in Hostiles - Ostili
- Sabine Cerullo in The Vault
- Valentina Stredini ne Il colore venuto dallo spazio
- Roberta De Roberto in Yellowstone